# Berghütte Sokolna

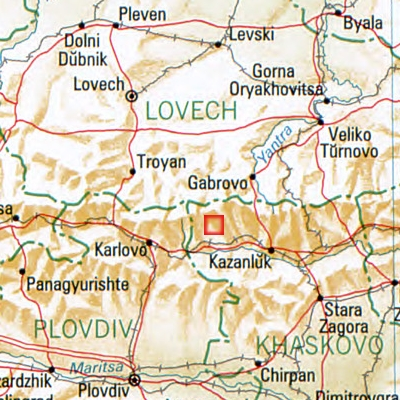
Berghütte Sokolna (rotes Viereck) – Nachbarorte: Kasanlak, Karlowo, Trojan, Gabrowo

Die Berghütte Sokolna (bulg. хижа „Соколна“; abgekürzt: х. Соколна; Transkription: Chizha sokolna) ist eine Berghütte im Nationalpark Zentralbalkan, in der Nähe des Naturschutzgebietes Sokolna.
Die Berghütte Sokolna ist öffentliches Eigentum der Gemeinde Pawel Banja, Oblast Stara Sagora. Die Berghütte wird der Tourismusgruppe Sokolna, einer Ortsgruppe des Bulgarischen Tourismusverbandes, von der Gemeinde zur unentgeltlichen Nutzung zur Verfügung gestellt.

## Geschichte
Angefangen hat es 1972 mit dem Bau einer kleinen Schutzhütte (bulg. заслон; Transkription: Zaslon; wörtlich übersetzt: Unterschlupf). 1984 wurde der Bau der Berghütte Sokolna fertiggestellt. Der Bau erfolgte ausschließlich durch freiwillige, unentgeltliche Arbeit und mit gespendeten Baumaterialien. Da zur Berghütte nur ein touristischer Wanderweg führt, wurden alle Baumaterialien mit Pferden herangetragen. Wegen vorsätzlicher Brandstiftung gab es am 21. Juni 2005 einen großen Brand in der Berghütte.

## Tourismus
Die Berghütte hat auf zwei Etagen 43 Betten, einen Speisesaal, eine Verkaufsbude und eine Sommerterrasse.

## Wanderrouten
- vom Dorf Gaberowo zur Berghütte Sokolna – 3 Stunden (markierter Pfad)
- vom Dorf Skobelowo zur Berghütte Sokolna – 2,5 Stunden (markierter Weg)
- von der Berghütte Sokolna zum Gipfel Masalat (bulg. вр. Мазалат) – 6 Stunden (markierter Pfad)
- von der Berghütte Sokolna zur Berghütte Tascha (bulg. хижа Тъжа) – 7 Stunden (über den Gipfel Masalat; markierter Pfad)
- von der Berghütte Sokolna zur Berghütte Rusalka (bulg. хижа Русалка) – 8 Stunden (markierter Pfad)